# Memoriał Bronisława Idzikowskiego i Marka Czernego 1979
Memoriał im. Bronisława Idzikowskiego i Marka Czernego 1979 – 12. edycja turnieju w celu uczczenia pamięci polskiego żużlowca Bronisława Idzikowskiego i Marka Czernego, który odbył się dnia 16 września 1979 roku. Turniej wygrał Bogusław Nowak.

## Wyniki
- Częstochowa, 16 września 1979
- NCD: Mariusz Okoniewski – 70,00 w wyścigu 18
- Sędzia: Aleksander Chmielewski

| Msc. | Zawodnik                  | Klub           | Pkt  |             |  |
| ---- | ------------------------- | -------------- | ---- | ----------- |  |
| 1    | (15) Bogusław Nowak       | Gorzów Wlkp.   | 15   | (3,3,3,3,3) |  |
| 2    | (10) Bolesław Proch       | Gorzów Wlkp.   | 11   | (3,3,1,3,1) |  |
| 3    | (4) Józef Kafel           | Częstochowa    | 11   | (2,3,3,u,3) |  |
| 4    | (13) Wojciech Żabiałowicz | Toruń          | 10+3 | (2,3,0,2,3) |  |
| 5    | (6) Jan Ząbik             | Toruń          | 10+2 | (2,2,3,1,3) |  |
| 6    | (2) Mariusz Okoniewski    | Leszno         | 10+1 | (3,0,1,3,3) |  |
| 7    | (7) Eugeniusz Błaszak     | Gniezno        | 9    | (3,2,2,2,u) |  |
| 8    | (12) Marek Kępa           | Lublin         | 9    | (2,1,2,3,1) |  |
| 9    | (9) Zbigniew Studziński   | Lublin         | 7    | (1,w,2,2,2) |  |
| 10   | (16) Jerzy Kochman        | Świętochłowice | 7    | (1,2,1,2,1) |  |
| 11   | (8) Andrzej Marynowski    | Gdańsk         | 5    | (d,d,3,0,2) |  |
| 12   | (5) Tomasz Jurczyński     | Częstochowa    | 5    | (1,2,w,1,1) |  |
| 13   | (14) Czesław Goszczyński  | Częstochowa    | 4    | (d,1,1,0,2) |  |
| 14   | (11) Krzysztof Żelazko    | Częstochowa    | 3    | (d,0,2,1,w) |  |
| 15   | (1) Paweł Waloszek        | Świętochłowice | 2    | (0,1,d,1,0) |  |
| 16   | (3) Bernard Jąder         | Leszno         | 2    | (1,1,0,0,0) |  |
|      | rez. Leszek Cyganek       | Częstochowa    |      | (0,0)       |  |
|      | rez. Ireneusz Stalski     | Częstochowa    |      | (0)         |  |

Bieg po biegu
1. [77,60] Okoniewski, Kafel, Jąder, Waloszek
2. [78,20] Błaszak, Ząbik, Jurczyński, Marynowski
3. [77,00] Proch, Kępa, Studziński, Żelazko
4. [76,00] Nowak, Żabiałowicz, Kochman, Goszczyński
5. [77,20] Żabiałowicz, Jurczyński, Waloszek, Cyganek Cyganek za Studzińskiego
6. [76,20] Proch, Ząbik, Goszczyński, Okoniewski
7. [77,40] Nowak, Błaszak, Jąder, Żelazko
8. [76,00] Kafel, Kochman, Kępa, Marynowski
9. [80,00] Ząbik, Żelazko, Kochman, Waloszek
10. [78,80] Nowak, Kępa, Okoniewski, Stalski Stalski za Jurczyńskiego
11. [77,60] Marynowski, Studziński, Goszczyński, Jąder
12. [77,00] Kafel, Błaszak, Proch, Żabiałowicz
13. [76,40] Kępa, Błaszak, Waloszek, Goszczyński
14. [78,60] Okoniewski, Żabiałowicz, Żelazko, Marynowski
15. [77,00] Proch, Kochman, Jurczyński, Jąder
16. [76,80] Nowak, Studziński, Ząbik, Kafel
17. [76,00] Nowak, Marynowski, Proch, Waloszek
18. [70,00] Okoniewski, Studziński, Kochman, Błaszak
19. [76,80] Ząbik, Żabiałowicz, Kępa, Jąder
20. [77,80] Kafel, Goszczyński, Jurczyński, Żelazko Cyganek za Żelazkę
21. Wyścig dodatkowy: [75,80] Drabik, Skupień